# О старости
«Катон Старший, или О старости» (лат. Cato Maior de Senectute) — трактат римского писателя Марка Туллия Цицерона, написанный в 44 году до н. э.

## Содержание
Трактат имеет форму диалога, происходящего в 150 году до н. э. Беседу ведут Марк Порций Катон Цензор, Публий Корнелий Сципион Эмилиан и Гай Лелий Мудрый. Сципион и Лелий приходят к Катону, чтобы выразить своё восхищение в связи с тем, как он переносит старость, а тот рассказывает о преимуществах своего возраста. Устами Катона автор пересказывает предсмертные высказывания Сократа и учение Пифагора о бессмертии души.
Исследователи отмечают, что «О старости» — во многом автобиографическое произведение. По словам В. Горенштейна, «за участниками диалога видны Цицерон и Аттик, два философствующих старика, получающих от своего возраста всё лучшее, что он может им дать».